# Snednålskinn
Snednålskinn (Tubulicrinis calothrix) är en svampart som tillhör divisionen basidiesvampar, och som först beskrevs av Narcisse Théophile Patouillard, och fick sitt nu gällande namn av Marinus Anton Donk. Snednålskinn ingår i släktet stiftskinn, och familjen Tubulicrinaceae. Arten är reproducerande i Sverige.